# The Hawthorns

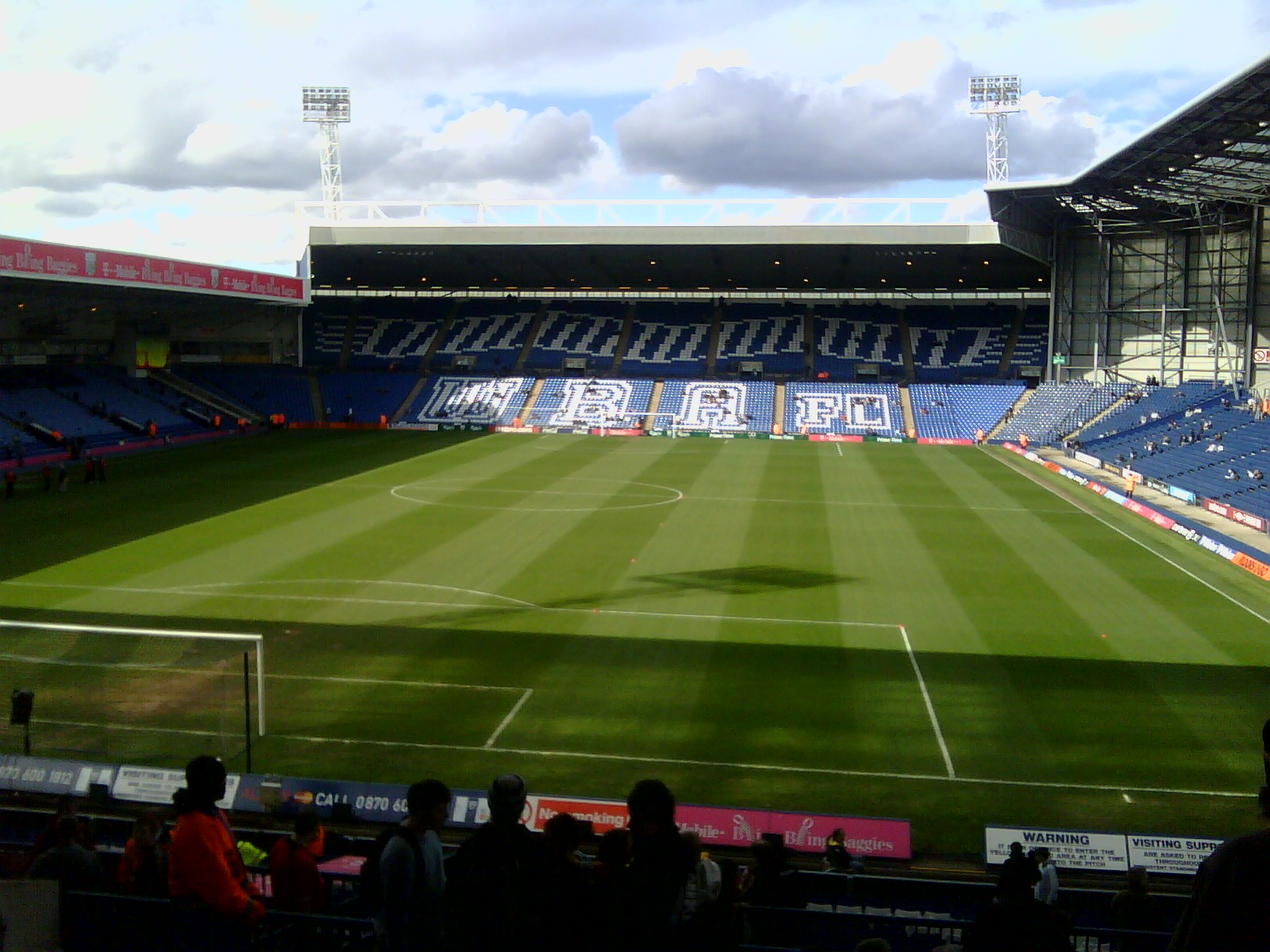
The Hawthorns.

The Hawthorns är en fotbollsarena i West Bromwich i England. Arenan är sedan den öppnade i september 1900 West Bromwich Albion FC:s hemmaarena. Arenans kapacitet är 26 850 åskådare.
Den första matchen på The Hawthorns var mellan West Bromwich Albion och Derby County och slutade 1-1. Den högsta publiksiffran på The Hawthorns någonsin var 64 815 åskådare i en match mellan West Bromwich Albion och Arsenal i FA-cupen den 6 mars 1937.